# Гюль, Хайрюнниса
Хайрюнниса Гюль (тур. Hayrünnisa Gül, девичья фамилия — Озъюрт (тур. Özyurt); род. 18 августа 1965, Бешикташ, Стамбул) — жена и двоюродная сестра экс-президента и экс-премьера Турции Абдуллы Гюля, одиннадцатая первая леди Турции в 2007—2014 годах.

## Биография
Родилась в Стамбуле, в районе Бешикташ, 20 августа 1980 года в возрасте 15 лет вышла замуж за своего двоюродного брата Абдуллу Гюля, будущего президента Турции. У супругов Гюль двое сыновей, Ахмед Мюнир и Мехмед Эмре, и дочь Кюбра.
7 октября 2010 года госпожа Гюль стала первой первой леди, выступившей на Парламентской ассамблее Совета Европы. Её выступление касалось проблем детей и женщин с ограниченными возможностями.
Гюль также публично высказывалась против принуждения молодых женщин в исламских странах носить хиджаб, в случае если они сами не могут его выбрать.
Спустя семь лет, 28 августа 2014 года, Гюль покинула свой пост первой леди, когда президентом стал Реджеп Тайип Эрдоган. После этого она публично ответила на критику в адрес своего мужа, заявив, что начнет «настоящую интифаду».

## Личная жизнь
У Гюль два сына, Ахмед Мунир и Мехмед Эмре, и одна дочь Кюбра.